# Växtlekare

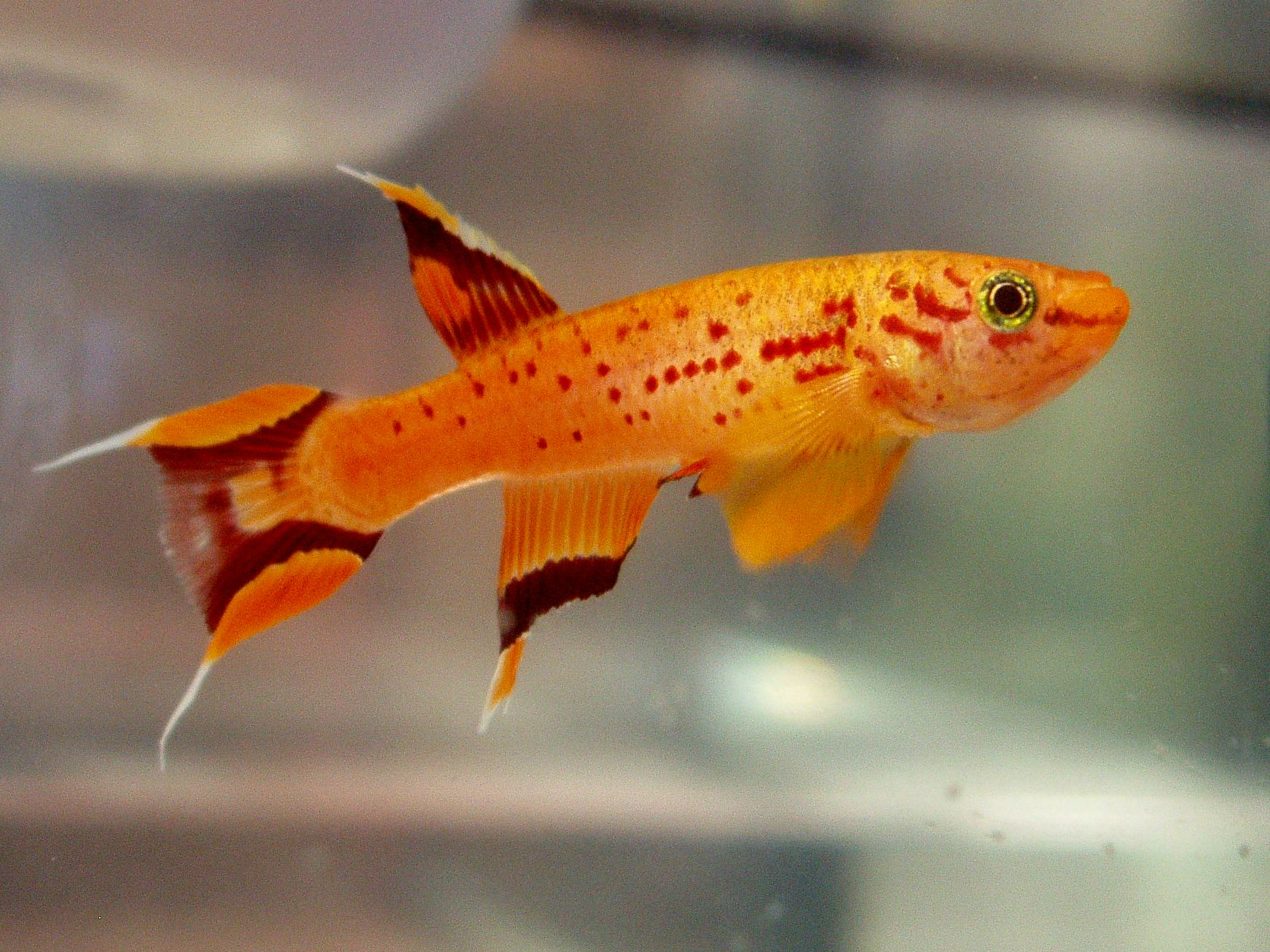
Hanne av växtlekaren Aphyosemion australe som förekommer i västra Centralafrika.

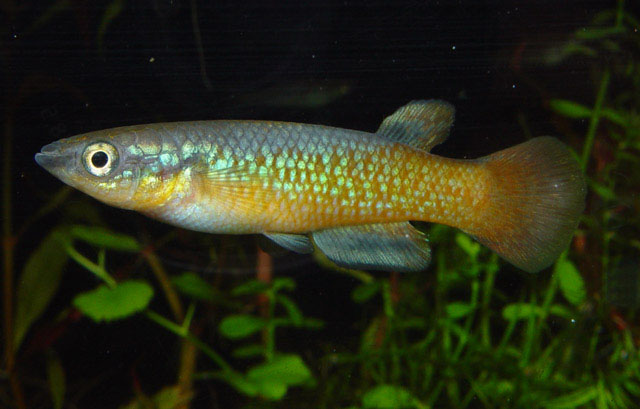
Hanne av växtlekaren Pachypanchax sakaramyi som förekommer på Madagaskar.

Växtlekare är en typ av äggläggande tandkarpar i familjerna Aplocheilidae, Cyprinodontidae, Fundulidae, Nothobranchiidae, Profundulidae, Rivulidae och Valenciidae. Växtlekarna har fått sitt namn av att de vid leken gärna avsätter sin rom bland levande växter, och då gärna på rötterna till flytväxter såsom exempelvis Ceratopteris och musselblomma. Gruppen kallas också icke-anuella äggläggande tandkarpar och omfattar drygt 1 000 arter som förekommer i alla världsdelar utom Antarktis och Australien/Oceanien.
Till skillnad från de annars närbesläktade årstidsfiskarna (även kallade annuella äggläggande tandkarpar, av latinets anno, "år") lever de i områden där skillnaden mellan regnperiod och torrperiod inte är så stor, och där deras biotoper inte helt torkar ut under torrtiden. I motsats till årstidsfiskarna kan växtlekarna därför överleva längre än ett år, och deras ägg behöver ingen viloperiod i torka (så kallad diapaus) för att utvecklas: tvärtom dör äggen ganska snart om de inte befinner sig helt under vatten.
Det finns även övergångsformer mellan växtlekare och årstidsfiskar, som benämns halvannuella arter. Rommen hos dessa behöver inte med nödvändighet en diapaus för att utvecklas, men dör heller inte om de utsätts för en tids torka.